# Феникс C.I
Феникс C.I (нем. Phönix C.I) једномоторни су двокрилни авиони које је у току Првог светског рата производила аустријска фирма Phönix Flugzugwerke AG из Беча па су према скраћеном називу Phönix ови авиони добили име. Авиони ове серије су били извиђачи а служили су и као лаки бомбардери јер су могли да понесу 50 kg бомби.

## Пројектовање и развој
За време док је радио за фирму Ханза Бранденбург, инж. Ернст Хајнкел је пројектовао и развио на бази већ успешног једноседа Ханза Бранденбург KD (1916) двоседи борбени авион (Ханза Бранденбург C.II) за кога немачко војно ваздухопловство није било заинтересовано. Авион је био наоружани двокрилац, намењен првенствено извиђачким задацима и курирским пословима, док је поред ових био намењен и за бомбардерске задатке (као лаки бомбардер).
Пошто је власник немачке фирме Ханза Бранденбург и аустроугарских фирми УФАГ и Феникс био исти концерн Камило Кастиљони а Немачка и Аустроугарска биле савезнице у Великом рату, овај пројект авиона је понуђен аустроугарском ваздухопловству (ЛФТ) које га је прихватило а фирме Феникс и Уфаг су купиле лиценцу и тако је почела производња. Тако се десило да се овај авион није производио у матичној фирми Ханза Бранденбург а главна производња се обављала у аустро угарским фирмама УФАГ и Феникс (једна серија је произведена у будипештанском Лојду) и то за потребе аустроугарског ваздухопловства ЛФТ.

## Технички опис
Труп му је правоугаоног попречног пресека, дрвене решеткасте конструкције. Предњи део, у коме је био смештен мотор је био обложен алуминијумским лимом, на коме су се налазили отвори за излазак топлог ваздуха из моторског простора, а остали део трупа је био облепљен дрвеном лепенком. Пилот је седео у отвореном кокпиту. Прегледност из пилотске кабине није била добра јер су поглед пилоту ометали цилиндри мотора, издувна цев и цеви система за водено хлађење и хладњак мотора. Извиђач је седео на другој позицији.
Погонска група се састојала од једног течношћу хлађеног линијског мотора, Хиро (Hiero H IV) снаге 230 KS. Хладњак за воду се налазио изнад горњег крила. На вратилу мотора је била причвршћена двокрака, вучна, дрвена елиса, непроменљивог корака. Носач мотора је био од дрвета појачан челичним цевима и челичном конструкцијом.
Крила су била дрвене конструкције пресвучена импрегнираним платном релативно танког профила. Крилца за управљање авионом су се налазила само на горњим крилима. Крила су између себе била повезана са сваке стране са по два пара упорница, које су међусобно формирале V распоред. Затезачи су били од клавирске челичне жице. Крила су била различитих димензија и имала су исти правоугаони облик са полукружним крајем а доње крило је било и краће и уже од горњег. Предња ивица крила је била под правим углом у односу на осу авиона. Горње крило је било померено у односу на доње према кљуну авиона
Стајни трап је био класичан фиксан са крутом осовином, а на репном делу се налазила еластична дрвена дрљача.
Авион је био наоружан:
- 2 x митраљеза Spandau LMG 08/15 калибра 7,92 mm (1 митраљеза напред фиксни којим гађа пилот кроз обртно поље елисе а други на обртној турели код извиђача/стрелца)
- 6 х 12,5 kg слободно падајућих бомби, подвешаних испод крила.

## Оперативно коришћење
Намена авиона Феникс C.I је била да у Аустроугарском ваздухопловству (k.u.k. Luftfahrtruppen) замени превазиђени извиђачки авион Ханза Бранденбург C.I. У фабрици Phonix Flugzugwerke AG је у току 1918. године произведено 109 ових авиона који су носили серијску ознаку Ba.121. Поред овога у фабрици Ungarische Lloyd Flugzeugefabrik из Будимпеште произведено је по лиценци 7 ових авиона који су носили серијски број Ba.49. Ови авиони су у току рата углавном коришћени за фото извиђања.
Коришћен је на италијанском и Балканском ратишту. Због своје поузданости, лаке управљивости био је цењен код посаде. У наоружање је уведен почетком 1918. године и као извиђачи коришћен је до краја рата. Због своје покретљивости, доброг наоружања и респектне брзине, овај авион су често називали "извиђачки ловац".
Чувени италијански ваздушни ас мајор Франческо Барака (Fancesco Baracca) са 34 ваздушне победе, оборен је 21. јуна 1918. године, баш овим авионом Феникс C.I.
После пропасти Аустроугарске монархије авион Феникс C.I је коришћен у ваздухопловству Аустрије, Мађарске, Румуније, Краљевине СХС/Југославије . У Краљевини СХС/Југославији био је само 1 овакав авион. После рата Шведска је купила лиценцу и произвела 30 ових авиона.

## Коришћење авиона Феникс C.I у Краљевини СХС/Југославији
Од ратног вардухопловства Аустроугарске монархије (ЛФТ), Војно ваздухопловство Краљевине СХС је дошло у посед једног авиона типа Феникс C.I. Овај авион је коришћен за превоз поште и одржавање комуникације између Новог Сада где је била смештена Команда војног ваздухопловства и аеродрома и јединица смештених у Загребу и Љубљани. Авион Феникс C.I (серијски број 121.68) је у нашем ваздухопловству био познат под називом Феникс-Хиеро 230 или једноставно Феникс-двосед. Овај авион је уништен у авио несрећи 1920. године на новосадском аеродрому.

## Земље које су користиле овај авион
- Аустроугарска
- Аустрија (после рата)
- Мађарска (после рата)
- Румунија (после рата)
- Југославија (посла рата)
- Шведска (после рата)